# Joan Femenías
Joan Femenías del Salto (Manacor, Baleares, 19 de agosto de 1996), es un jugador de fútbol profesional español que juega en la posición de guardameta en las filas del F. C. Penafiel de la Segunda División de Portugal.

## Trayectoria
Natural de Manacor, comenzó a formarse en las categorías inferiores del Club Deportivo Constancia hasta que en 2013 ingresó en la cantera del Villarreal C. F. Llegó al Villarreal Club de Fútbol "C" en la temporada 2015-16 y la temporada siguiente al Villarreal Club de Fútbol "B".
Durante la temporada 2018-19 disputó la cifra de 22 partidos, jugando además la promoción de ascenso a Segunda División por segundo año consecutivo. Esa fue la última de las siete campañs en el club.
En julio de 2019, tras acabar contrato con el Villarreal C. F. "B", firmó por el Club de Fútbol Fuenlabrada para competir en la Segunda División durante la temporada 2019-20 y otra más opcional.
El 13 de agosto de 2020 firmó por el Real Oviedo por dos temporadas. Pasado ese tiempo anunció su salida del club, y el 1 de julio de 2022 se unió al Levante U. D. hasta junio de 2024.
El 22 de junio de 2024 firmó por el Real Zaragoza para dos temporadas, hasta junio de 2026. En la primera de ellas participó en diez encuentros de la Segunda División en los que encajó 22 goles y al final de la misma el club decidió rescindirle el contrato. Entonces se marchó a Portugal y firmó por un año con el F. C. Penafiel.

## Estadísticas

### Clubes
- Actualizado el 28 de septiembre de 2024.[9]

| Club                         | Div.          | Temporada     | Liga  | Liga  | Copas nacionales | Copas nacionales | Total | Total |
| Club                         | Div.          | Temporada     | Part. | Goles | Part.            | Goles            | Part. | Goles |
| ---------------------------- | ------------- | ------------- | ----- | ----- | ---------------- | ---------------- | ----- | ----- |
| Villareal C. F. "B" · España | 2.ªB          | 2016-17       | 1     | 0     | —                | —                | 1     | 0     |
| Villareal C. F. "B" · España | 2.ªB          | 2017-18       | 1     | 0     | —                | —                | 1     | 0     |
| Villareal C. F. "B" · España | 2.ªB          | 2018-19       | 23    | -24   | —                | —                | 23    | -24   |
| Villareal C. F. "B" · España | Total club    | Total club    | 25    | -24   | 0                | 0                | 25    | -24   |
| C. F. Fuenlabrada · España   | 2.ª           | 2019-20       | 6     | -3    | 0                | 0                | 6     | -3    |
| C. F. Fuenlabrada · España   | Total club    | Total club    | 6     | -3    | 0                | 0                | 6     | -3    |
| Real Oviedo · España         | 2.ª           | 2020-21       | 40    | -41   | 1                | -1               | 41    | -42   |
| Real Oviedo · España         | 2.ª           | 2021-22       | 33    | -33   | 0                | 0                | 33    | -33   |
| Real Oviedo · España         | Total club    | Total club    | 73    | -74   | 1                | -1               | 74    | -75   |
| Levante U. D. · España       | 2.ª           | 2022-23       | 12    | -9    | 4                | -5               | 16    | -14   |
| Levante U. D. · España       | 2.ª           | 2023-24       | 9     | -16   | 1                | 0                | 10    | -16   |
| Levante U. D. · España       | Total club    | Total club    | 21    | -25   | 5                | -5               | 26    | -30   |
| Real Zaragoza · España       | 2.ª           | 2024-25       | 1     | 0     | 0                | 0                | 1     | 0     |
| Real Zaragoza · España       | Total club    | Total club    | 1     | 0     | 0                | 0                | 1     | 0     |
| Total carrera                | Total carrera | Total carrera | 126   | -126  | 6                | - 6              | 132   | -132  |